# Democratas por Liechtenstein
O Democratas por Liechtenstein (em alemão: Demokraten pro Liechtenstein, DpL) é um partido político nacional-conservador, liberalista, populista e eurocético de Liechtenstein. Descrito como de direita à extrema-direita, o DpL foi formado em 2018, originado de uma divisão do partido Os Independentes.

## História
Em 16 de agosto de 2018, o membro do Landtag, Erich Hasler, foi expulso do Os Independentes devido a desentendimentos com o líder do partido, Harry Quaderer, em relação à organização e filiação no partido. Thomas Rehak e Herbert Elkuch, também membros do Landtag que representavam o Os Independentes, posteriormente deixaram o partido em oposição à expulsão de Hasler. Os três fundaram um novo grupo parlamentar, provisoriamente denominado "Nova Facção" (em alemão: Neue Fraktion). Isto deixou o Os Independentes com apenas dois membros do Landtag; o novo grupo obteve o assento do Os Independentes no presidium do Landtag. O partido Democratas por Liechtenstein (DpL) foi oficialmente fundado em 21 de setembro de 2018, com Thomas Rehak se tornando seu líder.
Inicialmente, houve controvérsia sobre se o DpL tinha direito a financiamento público, uma vez que tinha entrado no Landtag sem se candidatar às eleições. Em fevereiro de 2019, o Tribunal Administrativo concedeu ao DpL o montante fixo anual de 55 mil francos suíços, ao qual todos os partidos representados no Landtag têm direito de acordo com a Lei de Financiamento dos Partidos Políticos.
Nas eleições gerais de 2021, o DpL ganhou dois assentos, com Thomas Rehak e Herbert Elkuch permanecendo membros do Landtag, e Erich Hasler eleito membro suplente do DpL.
Nas pesquisas de 2024, esperava-se que o partido recebesse uma parcela significativamente maior de votos a partir de 2021 nas eleições gerais de 2025. Nas eleições, conquistou seis assentos no Landtag, o maior número de qualquer terceiro partido na história de Liechtenstein.

## Resultados eleitorais

### Eleições legislativas
| Data | Líder        | Votos  | %      | Assentos | +/-  | Cl. | Status   |
| ---- | ------------ | ------ | ------ | -------- | ---- | --- | -------- |
| 2021 | Thomas Rehak | 22.456 | 11,14% | 2 / 25   | Novo | 4.º | Oposição |
| 2025 | Thomas Rehak | 48.370 | 23,32% | 6 / 25   | 4    | 3.º | Oposição |

### Eleições locais
| Data | 1.º turno | 1.º turno | 1.º turno | 2.º turno | 2.º turno | 2.º turno | Total |
| Data | Votos     | %         | Prefeitos | Votos     | %         | Prefeitos | Total |
| ---- | --------- | --------- | --------- | --------- | --------- | --------- | ----- |
| 2019 | 719       | 5,5%      | 0         | 625       | 11,5%     | 0         | 0     |

| Data | Votos | %    | Assentos |
| ---- | ----- | ---- | -------- |
| 2019 | 3.119 | 2,1% | 1 / 104  |
| 2023 | 8.980 | 6,1% | 5 / 104  |